# Битка код Абида
Битка код Абида је била поморска битка која се одиграла 411. п. н. е. између Атине и Спарте за време Пелопонеског рата. У бици је победила атинска флота. Спартанска флота под заповедништвом Миндара покушала је да спаси малу савезничку флоту, која је била угрожена код Дардана. Спартанску флоту је напала атинска флота под заповедништвом Трасибула. Током дужег времена битка је била неодлучена, међутим долазак Алкибијада са појачањем одлучио је битку. Пелопонежани су били присиљени да побегну у своју базу у Абиду изгубивши око 30 бродова.

## Увод
Након атинске победе у бици код Киносеме 411. п. н. е. атинска флота је успоставила базу у Сесту, па су могли да брзо одговарају на сваки покрет спартанске флоте из Абида. Спартански наварх Миндар позвао је сиракушког заповедника Доријеја са Родоса да му се придружи са 14 сиракушких бродова. Миндар се надао да ће окончати рат одлучном победом. Доријеј са Родоса је након што је угушио побуну на Родосу кренуо према Хелеспонту. Близу Хелеспонта напала га је много снажнија атинска флота, па је морао да се спасава код Дардана. (Диодор са Сицилије каже да се искрцао код Дардана,[6] а Ксенофонт каже код Ретеја.) Доријеј се ту супростављао надмоћнијем непријатељу. Миндар је кренуо са пелопонеском флотом од 84 триреме да му помогне. Ту се налазила и конена војска сатрапа Фарнабаза II, која је помагала Спарти. У сусрет Миндару кренула је атинска флота из Сеста.

## Битка
Спартанска флота је имала 97 бродова, а то су били Миндарови и Доријејеви бродови. Атинска флота имала је 74 брода. Миндар је заповедао десним спартанским крилом, а Сиракужани су држали лево крило. Азијски део обале Хелеспонта се налазио иза њихових леђа. Код атинске флоте Тразибул је заповедао десним, а Тразил левим крилом.
Уследила је неодлучна битка, у којој су кормилари настојали да се забију и да онеспособе непријатељски брод. Када би се бродови приближили засипали би једни друге стрелама и копљима. Скакали би и на непријатељске бродове и ту би се одвијала блиска борба. Дуго времена битка је била изједначена. Међутим одједном се појавио Алкибијад, који је ту случајно наишао са појачањем од 20 бродова. (Ксенофонт помиње 18 Алкибијадових бродова.) Долазак Алкибијада охрабрио је атинску страну, а обесхрабрио спартанску, па се спартанска флота дала у бег према Абиду. Атињани су одмах кренули за спартанским бродовима. Заробили су одмах 10 бродова, али изненадно невреме спречавало их је у приликом потере. Пелопонежанима је дошла у помоћ и копнена војска сатрапа Фарнабаза II. Због тога су се Пелопонежани искрцали крај места где се налазила сатрапова војска. Ту су направили баријеру од својих бродова и постројили се на обали да се бране.[20] Атињани су покушавали да одвуку пелопонешке бродове, али након што је персијска и спартанска војска успевала да им се одупре одустали су од даљње борбе и вратили су се у Сест. Атињани су, према Ксенофонту, укупно заробили 30 непријатељских бродова, а повратили су и 15 својих, које су раније изгубили у бици код Киносеме.

## Након битке
Након озбиљног пораза Миндар и спартанска флота вратили су се у Абид да би поправили оштећене бродове и да би поново изградили нове. Миндар је тражио појачања од Спарте, а са сатрапом Фарнабазом планирао је будуће кампање. Атињани међутим нису могли да искористе добијену предност. Били су у великим финансијским тешкоћама, а велики проблем задавала им је побуна на Еубеји, која се тада била одметнула од њих. Због тога Атињани нису могли да држе целу флоту на Хелеспонту, него су послали Терамена са 30 трирема да угуши побуну на Еубеји. Иако није успео да спречи побуњенике са Еубеје да изграде пут до Беотије ипак је успео да сакупи довољно новца пљачкајући одметнуте или непријатељске територије на Еубеји, Беотији и у Егејском мору.
Убрзо након битке стигао је сатрап Тисаферн из Јоније. Алкибијад је био Тисафернов помоћник и желео је да покаже како он има велики утицај код сатрапа, па је отишао да се састане са њим, носећи му поклоне. Показало се да је тада Алкибијад погрешно проценио ситуацију. Спарта се раније жалила персијском краљу да су имали веома малу подршку од Тисаферна, па је због тих жалби сатрап био принуђен да покаже да то није тачно и ухапсио је Алкибијада и стрпао га у затвор у Сарду. Алкибијад је након месец дана успео да побегне из затвора. Након тога више није мога да се хвали својим утицајем код Тисаферна.